# Cosacos del Térek
La Hueste de Cosacos del Térek (del ruso: Терское казачье войско) era una hueste de cosacos libres que se unieron en 1577 y se reasentaron del Volga al río Térek. En 1792 fue incluida en la Hueste de Cosacos de la Línea del Cáucaso y se separó otra vez de ella en 1860, con la capital de Vladikavkaz. En 1916 la población de la Hueste era de 255 000 dentro de un área de 1,9 millones de desyatinas.
Muchos de los primeros miembros de los Cosacos del Térek fueron osetios.

## Principio de su historia
Los primeros indicios conocidos de asentamientos eslavos en la parte baja del río Térek datan del año 1520, cuando el Principado de Riazán fue anexionado por el Gran Duque de Moscú Basilio III y un gran grupo marchó y se asentó en el puerto natural del río Térek (actual Chechenia septentrional). El primer asentamiento se localizaba en la desembocadura del río Aktash. Esto formó el grupo cosaco más antiguo: los Remeros Cosacos (Гребенские казаки Grébenskiye Kazakí), los cuales se asentaron en ambas orillas del todavía prácticamente inhabitado río.
Entre 1559 y 1571, el Zarato Ruso, en el curso de varias campañas, construyó varias fortificaciones, durante las cuales se erigió el primer Terka, que tras el abandono fue tomado por los cosacos aún independientes. En 1577, tras la derrota de los cosacos del Volga por el streléts Iván Murashkin, muchos se dispersaron y algunos de ellos se asentaron en la cuenca del Térek y el Voevoda Novosíltsev construyó el segundo Terka en el Térek. Esta fecha se ve como el comienzo de los cosacos del Térek. En 1584 este Terka seguía abandonado y controlado por cosacos, algunos de los cuales fueron reclutados por el rey georgiano Simón I.
Shadra, un atamán de los cosacos del Don, dirigió a un grupo de tres sotnias a las tierras de los cumucos, fundando la localidad de Andréyev. Uno de los motivos que se barajan para este acontecimiento son las tensiones entre este atamán y Yermak Timoféyevich. Por decreto oficial, en 1580, es reasentado junto con sus hombres en el Térek, en la localidad fronteriza de Terski.
A finales del siglo XVI, se llevaron a cabo varias campañas por los cosacos del Térek contra el Imperio otomano (Temryuk) lo que llevó al Sultán a quejarse a Iván el Terrible. En 1589 se creó la primera avanzadilla en el río Sunzha, así como un Terka permanente, que luego se llamó Terski Gorodok, en la parte baja del río Térek.

## Siglo XVII
Durante el Periodo Tumultuoso, en 1606, cuatro mil cosacos del Térek se fueron al Volga para apoyar a su propio candidato para zar: Ileyka Múromets, pero ya en 1614 los Remeros apoyaban al nuevo monarca Miguel Románov y le ayudaron en sofocar los disturbios en Astracán. En 1633 destruyeron los restos de la Horda Nogay y una década después ayudaron a los cosacos del Don contra el Kanato de Crimea en 1646. Para mediados del siglo XVII, otra vez los cosacos se expandieron hacia el Sunzha, donde construyeron un nuevo puesto avanzado en 1651, dos años más tarde el puesto resistió un ataque de los cumucos y daguestaníes. A pesar de que la batalla aseguraba el respeto al zar, se recomendó que los cosacos se retiraran del puesto. En la década de 1670, los cosacos del Térek ayudaron a derrotar a Stenka Razin en Astracán.
En 1680 después de que el Raskol en la Iglesia ortodoxa rusa alcanzase a los cosacos del Don, un número de Antiguos Creyentes abandonan el río Don y se asientan primero en el río Kumá y luego en el río Agraján. Tras la ayuda de los cosacos del Térek y de los Remeros cosacos a los cosacos del Don durante las campañas de Azov en 1695, el Imperio otomano tomó represalias contra los cosacos del Térek y en 1707 la mayoría de las avanzadillas fueron destruidas en la margen derecha del Térek.

## SigloXVIII
Más tarde, en 1711 el conde Apraskin reasentó a los Remeros cosacos en la margen izquierda del río Térek. Este traslado se realizó con mucho disgusto y durante todo el siglo XVIII los cosacos del Térek seguirían habitando la orilla izquierda y explotando las ricas viñas y tierras hasta 1799. En 1720 los Remeros y los del Térek fueron completamente incorporados al Imperio ruso y durante la guerra ruso-persa (1722-1723) los cosacos ayudaron a Pedro I de Rusia en su conquista del este de Daguestán y la captura de Derbent. Durante la campaña, los 1000 cosacos del Don reasentados en el Agraján y el Sulak formaron la Hueste de Cosacos de Agraján (Аграханское Казачье Войско), que se unió con los Cosacos del Térek. En 1735, por un nuevo acuerdo con Persia, la línea del Sulak fue abandonada y los cosacos de Agraján fueron reasentados en la parte baja del delta del Térek y se fundó el fortín de Kizlyar.
De este modo, en 1735 se crearon tres huestes: Grebénskoye (Гребенское Remeros) a partir de los descendientes de los primeros cosacos, Tersko-Seméynoye (Терско-Семейное Familia Térek) a partir de los cosacos de Agraján reasentados hasta Kizlyar y Tersko-Kizlyárskoye (Терско-Кизлярское Térek-Kizlyar) también a partir de los cosacos de Agraján, pero también de muchos armenios y georgianos asentados. Simultáneamente a la llegada de los calmucos al noroeste del mar Caspio se desarrolló una campaña combinada contra Temryuk durante la guerra ruso-turca de 1735-1739, donde los cosacos del Térek fueron dirigidos por los atamanes Auka y Petrov.
En 1736 y de nuevo en 1765 la margen derecha del río Térek todavía nominalmente propiedad de los cosacos fue ofrecida a los chechenos, quienes deseaban adoptar el patronazgo ruso y reasentarse allí. En la segunda mitad del siglo XVIII, las relaciones entre los cosacos y las gentes de la montaña comenzaron a volverse tensas. En 1765 se fundó la avanzadilla de Mozdok, la cual se convirtió en un objetivo inmediato para los cabardinos, quienes atacaron la línea del Térek y Kizlyar. En 1771 Yemelián Pugachov llegó al Térek y para mostrar lealtad el atamán Tatárintsev lo arrestó. Aunque Pugachov consiguió huir, la Rebelión de Pugachov en 1772-1774 no ganó ningún apoyo en el Térek.

## La guerra del Cáucaso (1770-1860)
La guerra ruso-turca (1768-1774) y el resultante tratado de Küçük Kaynarca dio a Rusia el pretexto bajo el cual podían comenzar su expansión hacia el Cáucaso, y así se inició la casi centenaria Guerra del Cáucaso. En 1769-1770 casi la mitad de los cosacos del Volga se reasentaron alrededor de Mozdok. En 1776 llegaron más personas, incluyendo prácticamente todos los cosacos del Volga (los restantes cosacos en la parte baja del Volga se separaron en la Hueste de Cosacos de Astracán) y también los cosacos de Kubán del territorio al este del río Don. Estos formaron la línea de defensa de Azov-Mozdok. Se crearon puestos para la expansión rusa hacia el centro del Cáucaso por parte de los nuevos colonos, la línea defensiva del Cáucaso, incluyendo: Gueórguiyevsk (ahora en el krai de Stávropol) en 1777 por el regimiento Jopiorski y Vladikavkaz en 1784.
Durante esta temprana fase tuvieron lugar varias batallas importantes. En junio de 1774 Devlet-Girey mandó un masivo Ejército Cabardino contra los cosacos del Térek, los días 10 y 11 de junio la stanitsa Naúrskaya fue heroicamente defendida contra los invasores y en 1785 Kizlyar fue defendido contra el Jeque Mansur. Entre 1788 y 1791 los cosacos del Térek tomaron parte en tres campañas que los llevaron hasta el puerto circasiano de Anapa en el oeste del Cáucaso. Sin embargo, el mayor hueco existente en la sección occidental de la línea fue resuelto cuando en 1792 se reasentaron allí los cosacos del Mar Negro.
En las tres décadas siguientes surgieron graves dificultades para los rusos en el Cáucaso. Tras la unión de Georgia a Rusia en 1801, los cosacos del Térek dieron algunos hombres y entraron en combate bajo Ereván, pero en conjunto la mayoría de ellos estuvieron en constante defensa de sus propias líneas. Todo esto cambió en 1816, cuando el general Alekséi Yermólov se puso al frente del ejército del Cáucaso. En 1818 cambió las tácticas rusas de defensa a ofensiva y comenzó a construir la línea Sunzha-Vladikavkaz, fundándose plazas fuertes como Gróznaya y Vnezápnaya. Asimismo, Yermólov reformó el conjunto de la estructura cosaca y en 1819 sustituyó los atamanes electos por comandantes designados.
En la Línea de Transcaucasia los cosacos tomaron parte en la Guerra ruso-turca (1828-1829) donde participaron en el asedio de Kars y en otras batallas clave. Después de que Yermólov fuera retirado del Cáucaso, tuvo lugar una nueva reforma y los regimientos provisionales en el centro del Cáucaso se unieron con las tres huestes en el Térek para formar la Hueste de Cosacos de la Línea del Cáucaso (Кавказское линейное казачье войско, Kavkázskoye linéynoye kazachye voysko) en 1832, y el nuevo atamán Nakazny se nombró a Piotr Verzilin. Varias reformas siguieron en 1836, los regimientos de Kizlyar y Familia se unieron y se responsabilizaron del Delta del Térek y en 1837 un regimiento de la Pequeña Rusia (formado en 1831 para combatir el Levantamiento de Noviembre en Polonia) se reasentó en el alto río Térek al norte de Vladikavkaz y en 1842 el regimiento se incorporó a la hueste de la Línea. Esto fue proseguido con la formación del regimiento del Sunzha con su atamán Sleptsov.
Para entonces, el control ruso en el Cáucaso había mejorado drásticamente, con la iniciativa firmemente en manos cosacas. La mayor parte de las batallas tenían lugar ahora en Chechenia y Daguestán, lejos de los hogares de los cosacos. Durante la década de 1840 se organizaron varias expediciones hacia el interior de las montañas. La línea cosaca participó en la Guerra de Crimea (1853-1856) y finalmente en la fase final del avance ruso contra Shamil en 1859.

## La Hueste de los Cosacos del Térek (1860-1920)
El fin de la guerra del Cáucaso marcó el final de la Hueste Cosaca de la Línea. En 1860 se dividió, los dos regimientos occidentales se unieron a los Cosacos del Mar Negro para formar la Hueste de los Cosacos de Kubán y el resto fue a la Hueste de Cosacos del Térek. Las siguientes décadas vieron una reforma gradual, del control militar a uno civil. En 1865 se formó un servicio de policía permanente y en 1869 el Óblast del Térek, el cual comprendía ocho distritos montañosos (poblados por indígenas) y siete subdivisiones cosacas. Varias reformas en los regimientos acontecieron seguidamente: los regimientos de Kizlyar y Remeros así como el de Montaña y Mozdok se juntaron en dos (reduciendo así el número de subdivisiones a cinco), y en 1871 se redactaron los fueros de los cosacos del Térek.
Desde la década de 1870 el este del Cáucaso permaneció mayormente pacífico, los cosacos del Térek tomaron parte, no obstante, en varias Guerras Imperiales, incluyendo las campañas contra Jiva en 1873. Durante la Guerra ruso-turca (1877-1878) los Cosacos del Térek mandaron seis regimientos de caballería, un escuadrón de Guardas y un regimiento de artillería montada a los Balcanes mientras que otros siete regimientos y batería montada fueron movilizados contra las rebeliones chechenas y daguestaníes de 1878.
En la década de 1880 la llegada del ferrocarril y el descubrimiento de petróleo hicieron del Óblast del Térek uno de los más ricos en el Cáucaso, el cual también vio un gran crecimiento en población cosaca e indígena de la montaña. Esto creó roces por la propiedad de la tierra puesto que los primeros poseían extensas áreas en llanos y estepas y los otros sólo en las zonas montañosas. La paz se mantuvo gracias a una compleja política rusa de apoyo a líderes de clan leales y suministros de alimentos y mercaderías. No obstante, la habilidad de combate de los cosacos del Térek nunca se extinguió, tomando parte en 1879 en campañas contra Geok-Tele y en 1885 en la frontera afgana en Asia Central.

## Los cosacos del Térek durante los tiempos soviéticos
La llegada de la Revolución de Febrero y la consiguiente Revolución de Octubre cogió a la mayoría de los cosacos en la línea de frente en el Kurdistán y las gentes de la montaña tomaron ventaja de la crisis, varias stanitsas cosacas fueron aniquiladas por los chechenos y los ingusetios en la línea Sunzha. Los bolcheviques fueron capaces de establecerse ellos mismos en Grozny y Vladikavkaz, a pesar de que el Ejército de Voluntarios de Denikin los sacó a través de las tierras negras a Astracán.
Aunque los cosacos formaban realmente una parte sustancial de las unidades de Denikin, los cosacos del Térek estuvieron mayormente implicados en la lucha en la insurgencia caucásica contra sus adversarios tradicionales. En 1920, algunos cosacos del Térek fueron deportados a Ucrania y partes septentrionales de la Rusia europea y se formó una nueva República Autónoma Socialista Soviética Montañesa. Este hecho dejó el antiguo triángulo Sunzha-Térek de Mesopotamia dividido por la nueva tierra chechena que cruzaba por el medio. Las partes restantes se unieron como el distrito cosaco de Sunzha, que también abarcaba tierras alrededor de Grozny.
Sin embargo, en la década de 1930, para hacer las autonomías montañesas más sostenibles en términos económicos, fueron fusionadas con las restantes tierras cosacas. Así, el distrito de Sunzha fue absorbido por la República Autónoma Socialista Soviética de Chechenia e Ingusetia, la antigua capital del Óblast del Térek Vladikavkaz se convirtió en el centro administrativo para Osetia del Norte, del mismo modo al territorio cosaco del Óblast Autónomo Kabardino-Balkario se le adjuntaron territorios cosacos. En la parte baja del Térek, la República Autónoma Socialista Soviética de Daguestán entre 1923 y 1937 administró el extenso territorio (Kizlyar, el delta del Térek). De esta forma, para comienzos de la Segunda Guerra Mundial sólo la histórica margen izquierda del río Térek no era administrada por autonomías.
La colaboración chechena en 1942 causó a toda la población chechena e ingusetia la deportación a Kazajistán. Los sucesores de los cosacos del Térek se convirtieron una vez más en mayoría absoluta en el recién establecido Óblast de Grozny dentro de la República Socialista Federativa Soviética de Rusia. Tras la rehabilitación de los chechenos en 1957, fue dividido entre las repúblicas de Daguestán y República Autónoma Socialista Soviética de Chechenia e Ingusetia. Esta vez incluso las regiones del norte del río Térek, que habían formado parte previamente del Krai de Stávropol, fueron trasferidas para expandir las RASS (Repúblicas Autónomas Socialistas Soviéticas). Más tarde tuvo lugar la emigración sistemática de rusos del norte del Cáucaso hacia otras partes de la URSS, especialmente a las repúblicas bálticas.

## Historia post-1990
Durante el régimen separatista de Dzhojar Dudáyev en Chechenia en la década de 1990, muchos chechenos no-étnicos se encontraron amenazados por elementos criminales y se enfrentaron con un gobierno indiferente que no mostraba ninguna intención de protegerles. Muchos de las élites educadas también perdieron posiciones en el gobierno, industria y academia frente a los locales en contacto con estos poderes. Los raiones Nadterechny, Naursky y Shelkovskoy de la República de Chechenia prácticamente perdió la población tradicional de cosacos. En ambas guerras chechenas muchos cosacos del Térek lucharon contra los separatistas chechenos.
Hoy en día, parte del tradicional territorio cosaco se ha perdido debido al éxodo de rusos y al conflicto en Chechenia. En el norte del Daguestán, Osetia del Norte y las regiones adyacentes de Stavropolye permanece todavía una fuerte minoría.